# Blackpooli repülőtér
A Blackpooli repülőtér (angol nyelven: Blackpool Airport) (IATA: BLK, ICAO: EGNH) Anglia egyik nemzetközi repülőtere az angliai Lancashire Fylde partvidékén, Fylde városrészben, közvetlenül a Blackpool városrész mellett. Korábban Squires Gate repülőtér és Blackpool nemzetközi repülőtér néven is ismert volt. Éves utasforgalma 9428 fő .
A repülőtér tulajdonjoga az évek során számos alkalommal változott. A repülőtér 2004-ig teljes egészében a Blackpool városi tanács tulajdonában állt, amikor azt eladta egy konzorciumnak, amelyet a Wolverhampton repülőtér üzemeltetői, a City Hopper Ltd (CHAL) vezetett, amely 2008 májusáig üzemeltette, amíg Balfour Beatty megvásárolta a MAR Property 95%-os tulajdonrészét. A Blackpool városi tanács megtartotta 5%-át. 2014 folyamán a Balfour Beatty azt állította, hogy vevőt keres a repülőtérre, majd alig egy hónap elteltével bejelentette, hogy bezárja a repülőteret. 2014. október 15-én lezárták a repülőtér terminálját és a légiforgalmi irányítást, az utolsó menetrend szerinti járatok Dublinba és a Man-szigetre késő délután indultak. 2014 novemberében az előbbi társaság új vállalatot alapított Squires Gate Airport Operations Ltd néven, és a repülőtér 2014 decemberében újra megnyitotta nem kereskedelmi tevékenységét.
Az Executive járatokat a Hangar 3 Blackpool Ltd. üzemelteti, amely hozzáférést kínál egy magán repülőgép-hangárhoz és a magánrepülőgép-menedzsmenthez. A Babcock Mission Critical Services Offshore helikopteres szolgáltatásokat nyújt az Ír-tenger tengeri olaj- és gázipari létesítményeihez, két Eurocopter AS365N3 Dauphin helikopterrel egy erre a célra épített helikopterterminálról. A blackpooli repülőtér az északnyugati légi mentőszolgálatnak is otthont ad, amelyet ikermotoros Eurocopter EC135 üzemeltet. Az UK Aviation Services (korábban J-Max) vállalati és kereskedelmi tulajdonú helikopterek karbantartására és javítására szakosodott. A vállalat rendelkezik az EASA 145. részével jóváhagyott különféle Bell, Leonardo, Sikorsky, Airbus, Robinson, Guimbal és MD helikopterekhez. A repülőtéren számos olyan társaság található, amelyek repülési órákat, képzést, magánrepülőgép-kölcsönzési és karbantartási szolgáltatásokat kínálnak.
A Blackpool Airport Limited rendelkezik egy Polgári Repülési Hatóság (CAA) nyilvános használatú repülőtéri engedéllyel (P724 szám), amely lehetővé teszi az utasszállítást is repülőgépekkel.

## Képek

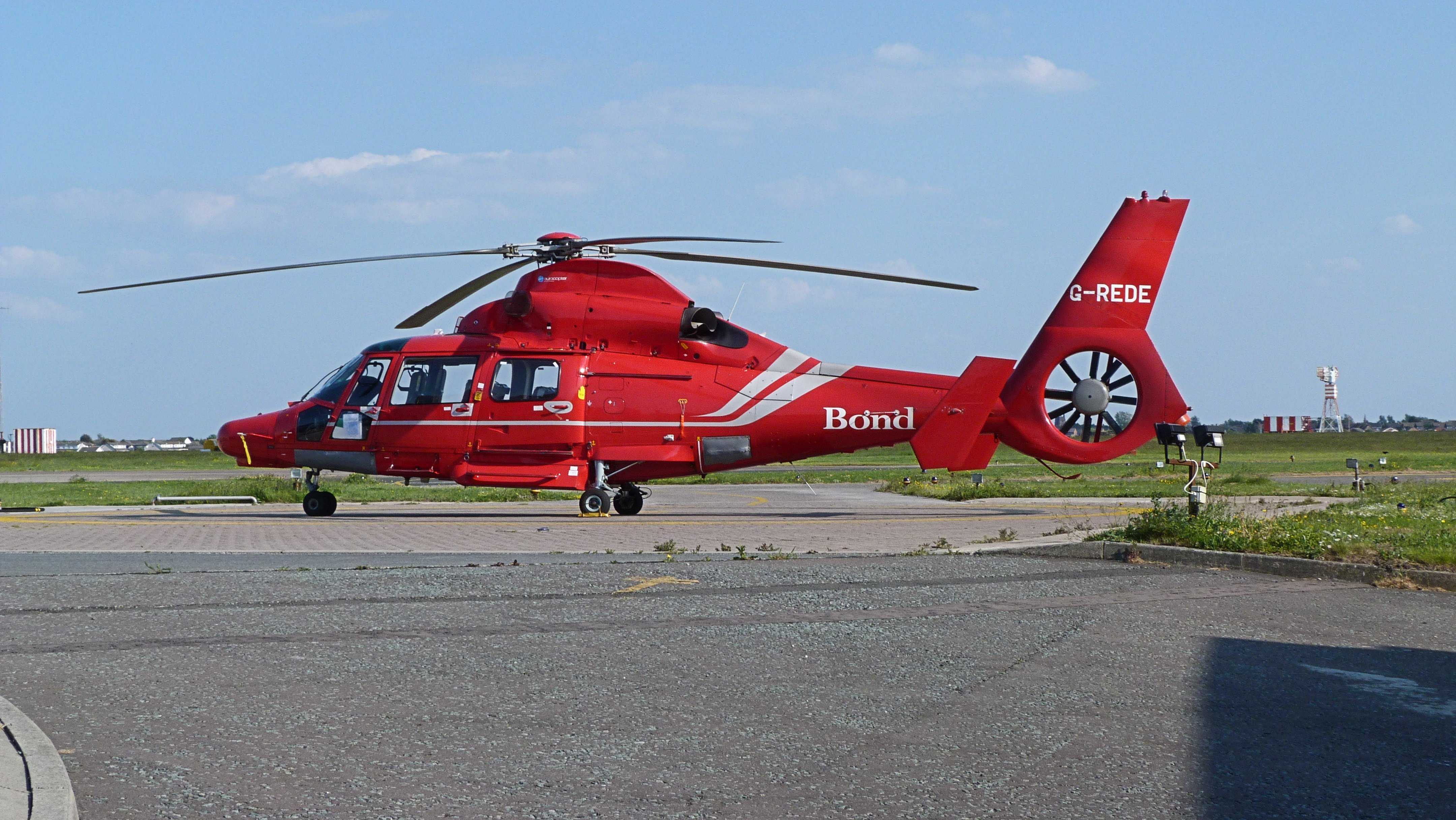
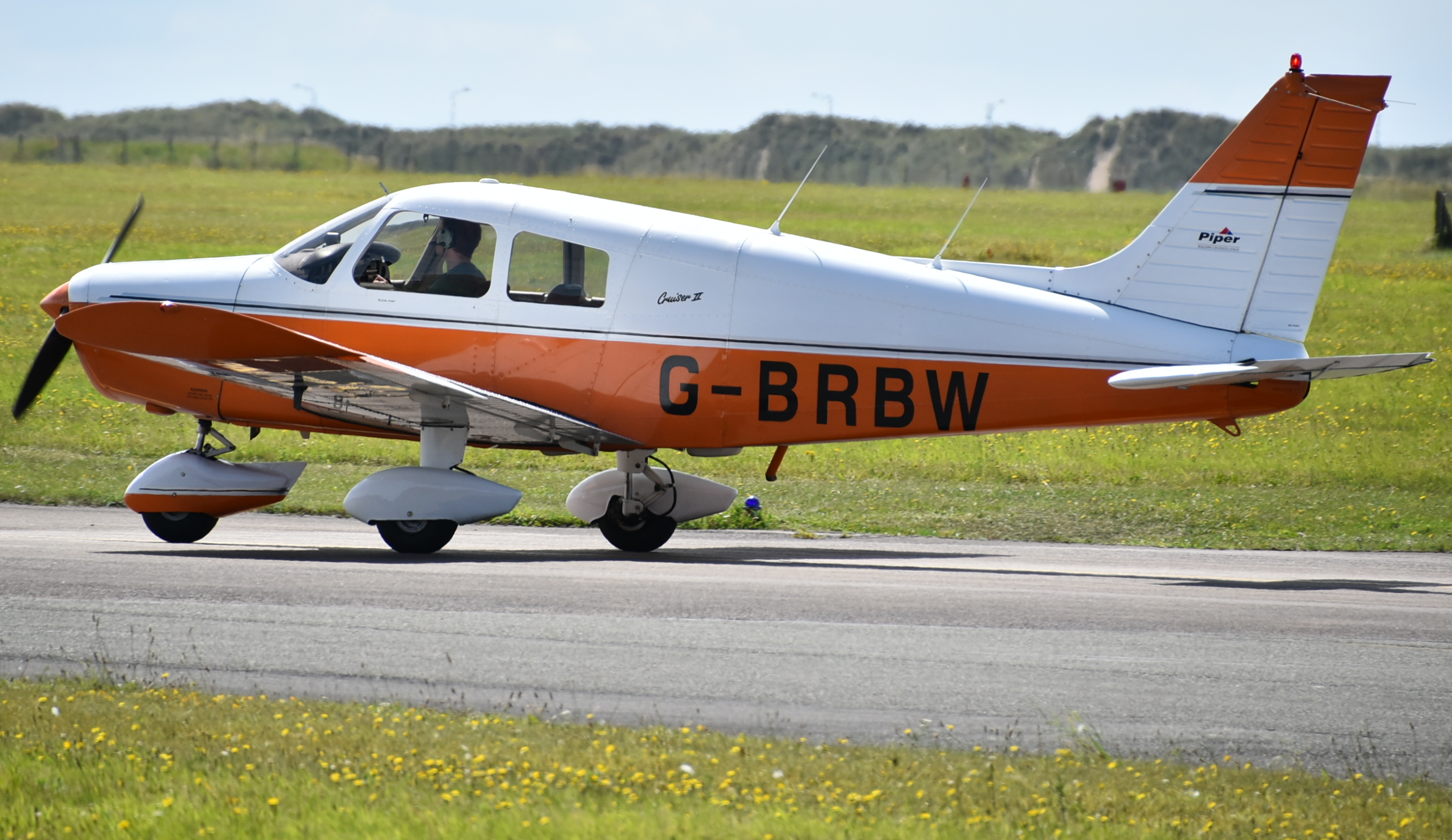
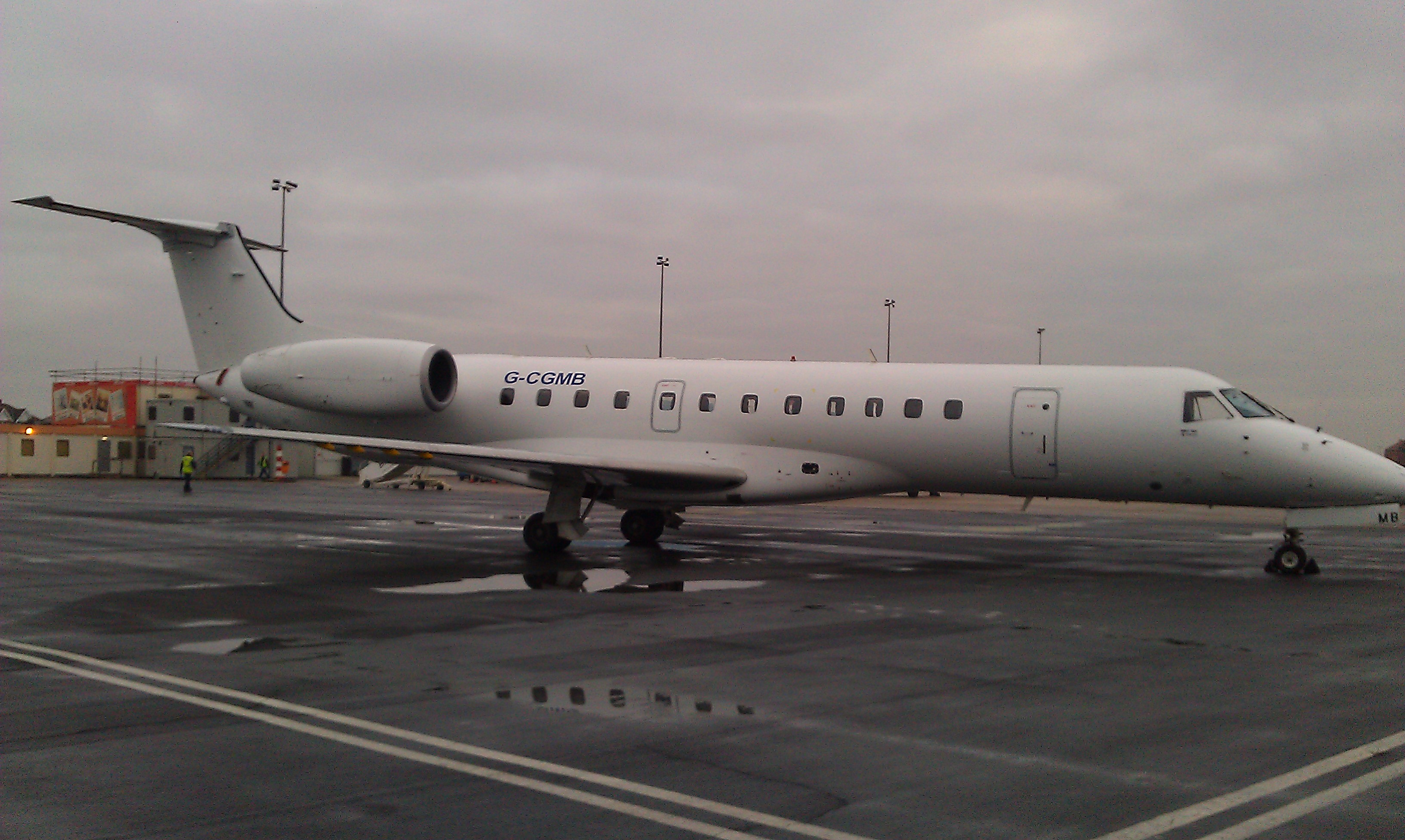
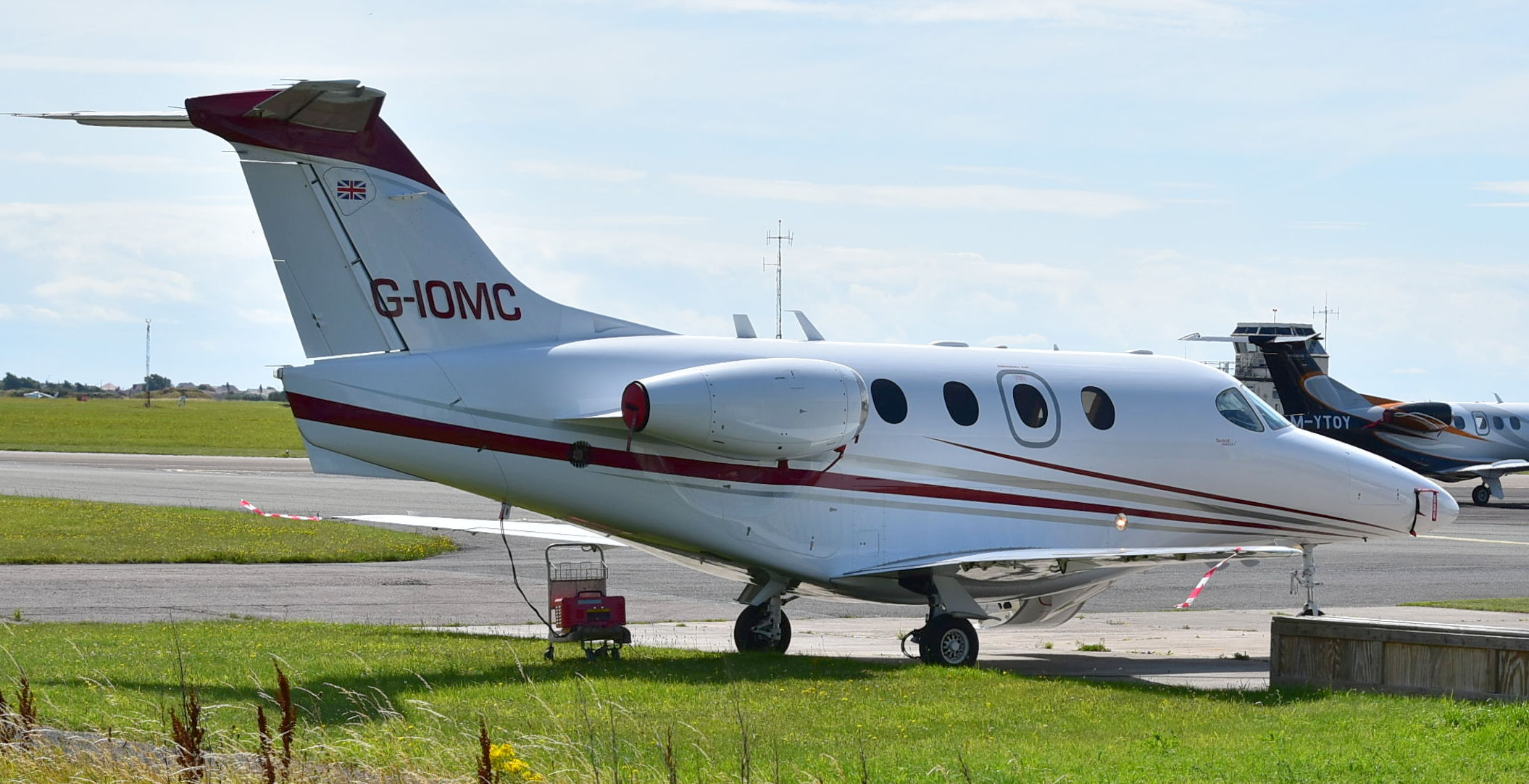
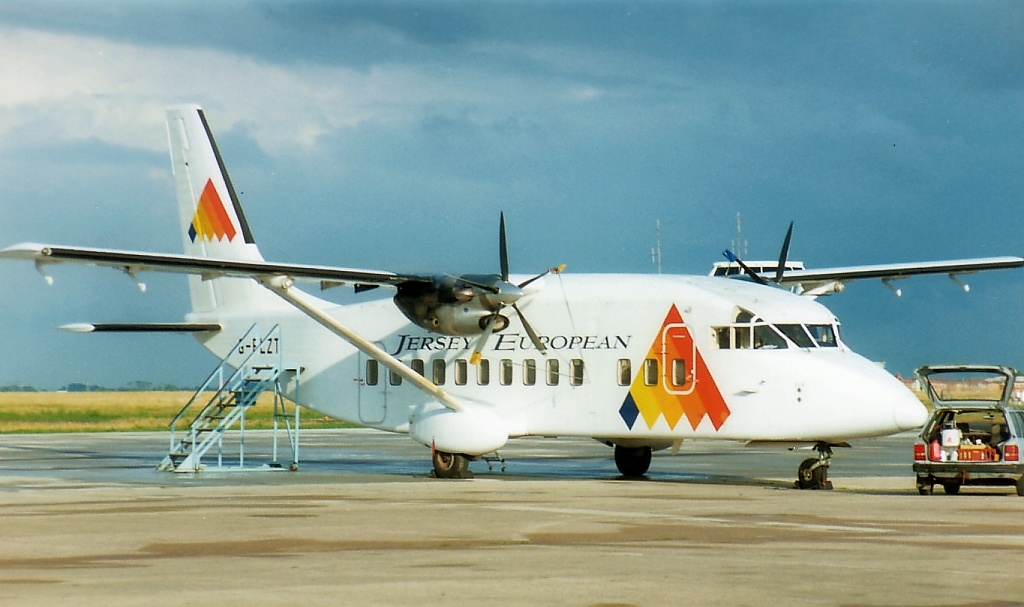
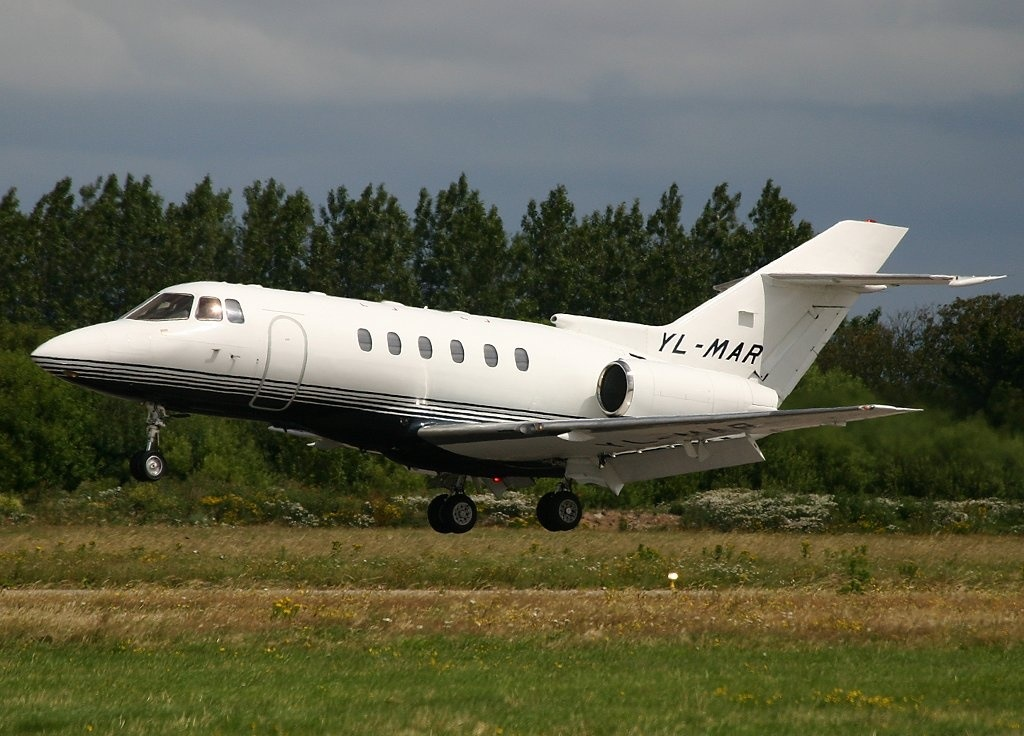

## Futópályák
A repülőtér futópályái:
- 10/28 (1869 m, 46 m, aszfalt)
- 13/31 (998 m, 23 m, aszfalt)

## Forgalom
Az utasok száma 2007-ben tetőzött, több mint 550 000-en haladtak át a repülőtéren, de 2012-ben már csak 235 238-an. 2014-ben, a kereskedelmi forgalom utolsó évében a repülőtér 223 372 utast fogadott, ami 15%-os visszaesést jelentett a 2013-as statisztikához képest; ez január 1-től a repülőtér október 15-i bezárásáig tartó statisztikáknak köszönhető.
Az utasforgalom az elmúlt években az alábbi módon változott:
| Utasok száma | 130 954 | 57 799 | 133 488 | 64 949 | 133 525 | 84 138 | 70 385 | 276 860 | 33 494 | 9428 |
|              | 1961    | 1968   | 1974    | 1981   | 1989    | 1996   | 2002   | 2009    | 2015   | 2022 |

## Statisztika
| Helyezés | Repülőtér      | Utasszám |
| -------- | -------------- | -------- |
| 1        | Alicante       | 35 652   |
| 2        | Palma          | 27 717   |
| 3        | Faro           | 27 161   |
| 4        | Málaga         | 21 708   |
| 5        | Tenerife South | 20 741   |
| 6        | Isle of Man    | 14 890   |
| 7        | Dublin         | 14 624   |
| 8        | Lanzarote      | 10 990   |
| 9        | Murcia         | 10 112   |
| 10       | Ibiza          | 9841     |